# 大石一聡
大石 一聡（おおいし かずあき、1985年（昭和60年）2月24日 - ）はmen's eggの男性ファッションモデル。PlayZリーダー兼KT NANAISTANDARDイメージモデル。魚座

## 人物・来歴
「しゃべくり007」にてJOY率いる「ジョイ軍団」としてTV出演。

## 出演

### 雑誌
- Men's egg （大洋図書） 専属

### CD
- 大石一聡リーダーを勤める「PlayZ」

### ファッションショー
- 渋谷ガールズコレクション 出演モデル[1]

### アパレルブランド
- 大石一聡がイメージモデルを勤める「KT NANAISTANDARD